# زنجیره ابزار
در روند ایجاد نرم‌افزار معمولاً از تعدادی ابزار خاص استفاده می‌شود؛ فرضاً برای نوشتن کد متن یا سورس برنامه (source code) برنامه و ذخیره آن در فایل از یک ویرایشگر متن استفاده می‌شود. فایل مزبور باید با کامپایلر کامپایل شود و به همین صورت خروجی هر ابزاری ورودی ابزار بعدی خواهد بود.
زنجیرهٔ ابزار (یا چنان‌که بیشتر متعارف است ToolChain) در دانش نرم‌افزار عبارت است از مجموعه‌ای از ابزارها (عمدتاً نرم‌افزاری) که جهت ایجاد محصولی خاص (که آن هم معمولاً نرم‌افزار است) باید به ترتیب خاصی به کار روند. چنین زنجیره‌ای ممکن شامل اجزای زیر باشد:
- ویرایشگر متن – جهت وارد کردن کد متن
- کامپایلر – برای تبدیل کد متن به کتابخانه شییء (object code)
- لینکر – ترکیب کتابخانه حاصله با کتابخانه‌های استاندارد کامپایلر و تولید کد قابل اجرا

محیط‌های برنامه‌سازی بصری جدید عمدتاً زنجیرهٔ ابزار را طوری درون خود پیاده‌سازی کرده‌اند که برنامه‌نویس نیازی به درگیر شدن با جزئیات مربوط به آن را ندارد.